# Montignac-Charente
Montignac-Charente – miejscowość i gmina we Francji, w regionie Nowa Akwitania, w departamencie Charente.
Według danych na rok 1990 gminę zamieszkiwało 709 osób, a gęstość zaludnienia wynosiła 82 osoby/km² (wśród 1467 gmin regionu Poitou-Charentes Montignac-Charente plasuje się na 427. miejscu pod względem liczby ludności, natomiast pod względem powierzchni na miejscu 903.).